# ال‌جی ولوت
ال‌جی ولوت (انگلیسی: LG Velvet) یک فبلت مبتنی بر اندروید است که توسط ال‌جی الکترونیک تولید و عرضه می‌شود. این گوشی در مهٔ ۲۰۲۰ به‌عنوان جانشین سری گوشی‌های ال‌جی سری جی عرضه شد. این گوشی مقداری از بخش‌های سخت‌افزاری اش با ال‌جی وی۶۰ تین‌کیو مشابه است و نمایشگر این دو گوشی هم مشابه هم است.اما ولوت از باتری کوچک‌تر و دوربین‌های متفاوتی برخوردار است.